# Poolbillard-Jugendeuropameisterschaft 2013
Die Poolbillard-Jugendeuropameisterschaft 2013 war die 33. Austragung der von der European Pocket Billiard Federation veranstalteten Jugend-Kontinentalmeisterschaft im Poolbillard. Sie fand vom 26. Juli bis 2. August 2013 im Hotel Radon Plaza in Sarajevo in Bosnien-Herzegowina statt.
Ausgespielt wurden die Disziplinen 14/1 endlos, 8-Ball, 9-Ball und 10-Ball in den Kategorien Junioren, Schüler und Juniorinnen. Bei den Juniorinnen gab es keinen 14/1-endlos-Wettbewerb, bei den Junioren sowie bei den Schülern wurden zudem Mannschafts-Europameister ermittelt.

## Medaillengewinner
| Disziplin              | Gold                   | Silber               | Bronze               |
| ---------------------- | ---------------------- | -------------------- | -------------------- |
| Junioren – 14/1 endlos | Sebastian Batkowski    | Tobias Bongers       | Nino Andreuzzi       |
| Junioren – 14/1 endlos | Sebastian Batkowski    | Tobias Bongers       | Audun Risan Heimsjoe |
| Junioren – 10-Ball     | Nino Andreuzzi         | Daniel Tångudd       | Tobias Bongers       |
| Junioren – 10-Ball     | Nino Andreuzzi         | Daniel Tångudd       | Spassian Spassow     |
| Junioren – 8-Ball      | Daniel Tångudd         | Andrei Seroschtan    | Maciej Witkowski     |
| Junioren – 8-Ball      | Daniel Tångudd         | Andrei Seroschtan    | Tian Zhang           |
| Junioren – 9-Ball      | Andrei Seroschtan      | Daniel Schneider     | Tobias Bongers       |
| Junioren – 9-Ball      | Andrei Seroschtan      | Daniel Schneider     | Alen Muratović       |
| Junioren – Mannschaft  | Finnland               | Polen                | Deutschland          |
| Junioren – Mannschaft  | Finnland               | Polen                | Ungarn               |
| Schüler – 14/1 endlos  | Joshua Filler          | Krystian Cwikla      | Sergei Luzker        |
| Schüler – 14/1 endlos  | Joshua Filler          | Krystian Cwikla      | Wiktor Zieliński     |
| Schüler – 10-Ball      | Daniel Guttenberger    | Kamil Sząszor        | Olivér Szolnoki      |
| Schüler – 10-Ball      | Daniel Guttenberger    | Kamil Sząszor        | Joshua Filler        |
| Schüler – 8-Ball       | Joshua Filler          | Olivér Szolnoki      | Maxim Dudanez        |
| Schüler – 8-Ball       | Joshua Filler          | Olivér Szolnoki      | Andreas Madsen       |
| Schüler – 9-Ball       | Jan van Lierop         | Raphael Wahl         | Can Salim-Giasar     |
| Schüler – 9-Ball       | Jan van Lierop         | Raphael Wahl         | Cyriel Ledoux        |
| Schüler – Mannschaft   | Niederlande            | Litauen              | Nordzypern           |
| Schüler – Mannschaft   | Niederlande            | Litauen              | Russland             |
| Juniorinnen – 10-Ball  | Kamila Khodjaeva       | Veronika Ivanovskaia | Kristina Tkatsch     |
| Juniorinnen – 10-Ball  | Kamila Khodjaeva       | Veronika Ivanovskaia | Sabrina Hammer       |
| Juniorinnen – 8-Ball   | Veronika Ivanovskaia   | Kamila Khodjaeva     | Diana Khodjaeva      |
| Juniorinnen – 8-Ball   | Veronika Ivanovskaia   | Kamila Khodjaeva     | Ana Gradišnik        |
| Juniorinnen – 9-Ball   | Kateryna Polowyntschuk | Sabrina Hammer       | Kristina Tkatsch     |
| Juniorinnen – 9-Ball   | Kateryna Polowyntschuk | Sabrina Hammer       | Veronika Ivanovskaia |